# فيروز شريف
فيروز شريف (بالإنجليزية: Feroz Sherif) هو لاعب كرة قدم هندي في مركز حراسة المرمى، ولد في 22 مايو 1971 في كوتشي في الهند. شارك مع منتخب الهند لكرة القدم. أما مع النوادي، فقد لعب مع Mahindra United FC ‏.